# Новосілки (Вілейський район, Рабунська сільська рада)
Новосілки (біл. вёска Навасёлкі) — село в складі Вілейського району Мінської області, Білорусь. Село підпорядковане Рабунській сільській раді, розташоване в північній частині області.

## Історія
З 1793 після другого розділу Речі Посполитої Новосілки, як і вся Вілейщина, входила до складу Російської імперії, був утворений Вілейський повіт у складі спочатку Мінської губернії, а з 1843 - Віленської губернії.
У 1921–1945 роках село знаходилось у Польщі, у Вільнюськім воєводстві, Вілейського повіту, у гміні Куранец.

## Населення
- 1866 рік — 40  людини, 1 будинків[2]
- 1921 рік — 21  людини, 4 будинків[3]
- 1931 рік — 65 людини, 8 будинків[4].